# Souk El Jedid
Le souk El Jedid (arabe : سوق الجديد) est l'un des souks de Tunis, situé dans le quartier de Halfaouine.

## Histoire
Le souk fait partie des fondations de Youssef Saheb Ettabaâ dans le quartier de Halfaouine. Ces fondations sont diverses (édifices religieux, fondouk, oukala, hammam, fontaine et café). Il s'inscrit dans le cadre de la rénovation du quartier dans les années 1810.

## Localisation

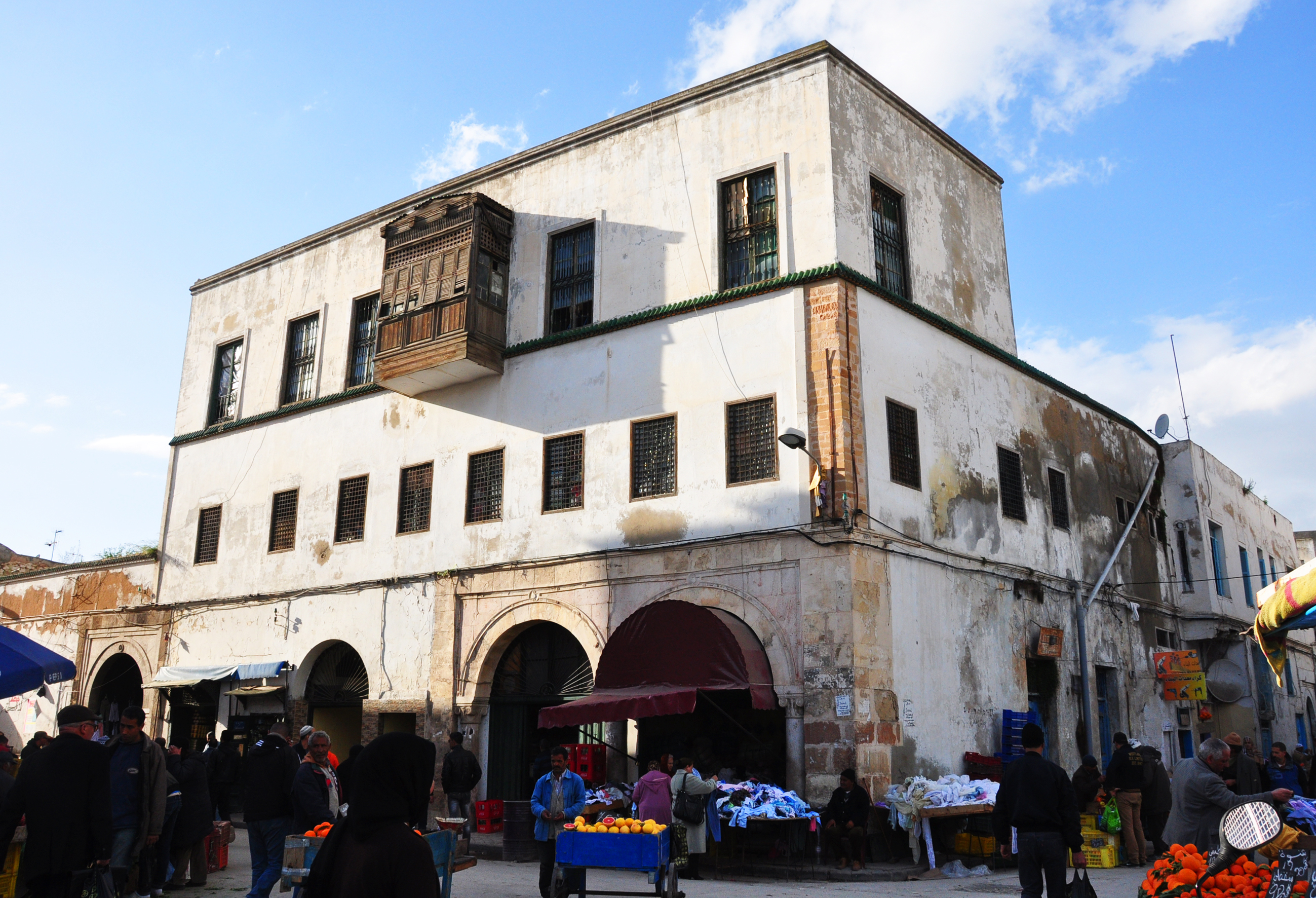
Palais Saheb Ettabaâ avec, à gauche, l'entrée du souk.

Situé dans le faubourg nord de Bab Souika, dans le quartier de Halfaouine, il relie la rue Sidi Abdessalem à celle de Halfaouine. Le palais Saheb Ettabaâ surplombe l'entrée qui donne sur la mosquée du souk.

## Description
Le souk est long de 90 mètres et constitué de 53 boutiques, toutes ont presque la même taille en largeur et en profondeur ; elles s'alignent de manière régulière et répétitive. Il est par ailleurs recouvert d'un ensemble de voûtes en berceau consolidées par des arcs-doubleaux et percé d'un ensemble de lucarnes.
Le souk se ferme par deux portes : l'une en face de la mosquée et l'autre sur la rue Sidi El Aloui. Ces portes sont inscrites dans un encadrement en calcaire et ouvrent dans des arcs outrepassés.

## Produits
Vu qu'il s'agit d'un petit souk de quartier (suwayka), les boutiques peuvent facilement changer de fonction. De plus, ce souk n'a pas été construit pour une corporation spécifique, donc divers produits s'y vendent, allant des denrées alimentaires aux produits manufacturés comme les tissus.